# 中島史恵 (ホッケー選手)
中島 史恵（なかしま みえ、1986年6月18日 - ）は、日本の元フィールドホッケー選手である。

## 経歴・人物
岐阜県出身。山梨学院大学を卒業し、ソニーグローバルマニュファクチャリング&オペレーションズに所属する。
2016年リオデジャネイロオリンピックでホッケー女子日本代表として出場した。
2016年度のシーズンをもって引退した。

## 参照資料
1. 1 2 3  “中島 史恵 (ホッケー) - リオデジャネイロオリンピック2016”.   JOC. 2019年10月18日閲覧。
2. ↑  “Mie Nakashima”. Rio 2016. 2016年8月26日時点のオリジナルよりアーカイブ。2016年10月11日閲覧。
3. ↑  “選手引退のご報告　中川 未由希 選手、林 なぎさ 選手、中島 史恵 選手”.   SONY. 2019年10月18日閲覧。